# Archicofradía del Paso y la Esperanza (Málaga)
La Archicofradía del Paso y la Esperanza, cuya denominación oficial es Pontificia y Real Archicofradía del Dulce Nombre de Jesús Nazareno del Paso y María Santísima de la Esperanza Coronada, conocida como la Reina de Málaga, es una Hermandad perteneciente a la Agrupación de Cofradías que hace estación de penitencia en la Semana Santa de Málaga.
En 2025 contaba con 4.872 hermanos y participaban 1.070 nazarenos.

## Historia
El origen de la Archicofradía está relacionado con la llegada a Málaga de los dominicos, quienes fundaron el convento de Santo Domingo y San Carlos en 1494, siete años después de la reconquista de la ciudad por los Reyes Católicos. Estos frailes tenían desde 1274 el mandato y privilegio papal (Constitución Numperim de Gregorio X) de venerar el nombre de Cristo, por lo que instalaban en todas las iglesias de los conventos de la orden un altar dedicado al Dulce Nombre de Jesús. La fundación de la Cofradía del Nombre de Jesús data probablemente de la primera mitad del siglo XVI, cuando, el 8 de mayo de 1567, se firma el convenio entre los dominicos y los cofrades para la cesión de la primera capilla; las primeras salidas procesionales se realizan en la segunda mitad de dicho siglo. En 1609, se lleva a cabo la primera representación de El Paso, auto sacramental en que se escenifica el encuentro de Jesús Nuestro con su Madre en la calle de la Amargura y que concluía con la bendición del Nazareno al pueblo congregado en la plaza. La primera referencia a la Hermandad del Paso la encontramos en una bula papal de 1561, mientras que la Hermandad de la Esperanza, como agregada a la del Paso, nace en 1641. Durante estos siglos, el auge de la corporación nazarena era constante.
En el siglo XIX, dos acontecimientos de carácter político afectan la Archicofradía: la invasión napoléonica, durante la que perdieron las imágenes de san Juan y la Verónica; y la desamortización de Mendizábal (1836), que condujo a nuevas pérdidas patrimoniales e inestabilidad en la vida cofrade diaria.
Tras estos malos momentos, vuelve a entrar en auge a principios del siglo XX, destacando los estrenos de los tronos de Luis de Vicente y el manto bordado en oro.
Durante la llamada quema de conventos de 1931, los asaltantes entraron en la parroquia de Santo Domingo, destrozaron las imágenes de Nuestra Señora de la Soledad, la Virgen de Belén y el Cristo de Mena, del que se salvó solo una pierna. Cuando llegaron a la capilla de la Esperanza, las imágenes ya habían sido escondidas en su sótano, Pero aunque la entrada a este no era advertida a simple vista, uno de los asaltantes golpeó con una vara el altar y la descubrió. La imagen del Dulce Nazareno del Paso, objeto de ferviente devoción del pueblo, desapareció sin dejar rastro y gran parte del patrimonio de la archicofradía fue pasto de las llamas. La misma suerte hubiera sufrido la Virgen de la Esperanza de no ser por el valiente acto de dos jóvenes cofrades esperancistas de 16 años que lograron colarse en la iglesia y, al advertir que la popular imagen perchelera no había sido arrastrada a las llamas, la recogieron del suelo, se hicieron con la cabeza, manos, corona y manto de capilla y la escondieron en una droguería de la calle Cerrojo (a espaldas del convento dominico). Posteriormente fue trasladada a la catedral de Málaga donde ocupó el altar en el que actualmente se venera a San Sebastián, y volvió a sufrir daños durante la guerra civil en 1936. Tras la toma de Málaga por las tropas del bando Nacional, se procede a derribar un tabique construido en la puerta de la sacristía del primer templo malacitano, donde un profesor republicano, ante la barbarie y la furia desmedida contra lo que el consideraba obras de arte, ocultó a diferentes imágenes, entre ellas se encontraba la cabeza de la santísima virgen. En 1940, fue bendicida la nueva imagen del Nazareno, que fuese tallada en 1935 por Mariano Benlliure; tres años más tarde, el 21 de julio de 1943, Cuerpo de Intendencia del Ejército fue nombrado Hermano Mayor Honorario de la Archicofradia.
Como particularidad de esta cofradía cabe destacar que al paso del Dulce Nombre de Jesús y María Santísima de la Esperanza se tiende una alfombra de romero para que estos la bendigan mientras avanzan, que posteriormente recogerá el pueblo. En la plaza de la Constitución, el Dulce Nombre de Jesús Nazareno del Paso imparte la bendición al pueblo de Málaga con su brazo articulado desde hace ya más de 400 años.
La Virgen fue trasladada el 18 de junio de 1988 a su basílica —dejando la iglesia de Santo Domingo, que había sido su sede durante 421 años—, y coronada canónicamente en la plaza de la Constitución donde se levantó un altar para tal efeméride.
La infanta Elena de Borbón fue nombrada Camarera de Honor de la Santísima Virgen en 1993 y depositó en la basílica el Fajín de Capitán General del rey Juan Carlos I para sustituir el desaparecido en los trágicos sucesos de mayo de 1931. Esta prenda es lucida por la Virgen en su procesión de la madrugada del Jueves Santo.
En 2000, el Nazareno del Paso, salió en procesión extraordinaria junto con otras advocaciones cristíferas en Málaga con motivo del año jubilar. Los 400 años de la primera bendición de este titular de la archicofradía, en la plaza de la Constitución, se cumplieron en 2009, lo que quedó reflejado ese año en la fachada del hotel Larios con un gran busto del nazareno.
Con motivo del 75 aniversario de la bendición del Santísimo Cristo de la Expiración (también obra de Benlliure) y del Dulce Nombre de Jesús Nazareno del Paso, las juntas de gobierno de ambas pontificias y reales archicofradías acordaron en 2010 su hermanamiento.
La archicofradía celebró en 2013 los 25 años de la coronación canónica de María Santísima de la Esperanza con una procesión extraordinaria. En la plaza de la Constitución se leyó un manifiesto y se interpretó el «Aleluya» del oratorio El Mesías de Haendel, mientras que en la del Obispo la orquesta de Málaga y el coro catedralicio entonaron la Salve compuesta por el valenciano Benjamín Esparza para la Virgen. Finalmente, en calle Carretería se cantaron numerosas saetas y en la Tribuna de los Pobres malagueñas dedicadas a la Virgen.
En 2015, el Nazareno del Paso cumplió 80 años y 75 de su llegada a Málaga, aniversario para el que se prepararon diferentes actos de índole artística y cultural, entre las que destacó la exposición en el Salón de Tronos de la archicofradía con la historia del Nazareno desde el siglo XVI, hasta la actualidad; en el museo estuvieron expuestos bustos de Benlliure y obras de Pedro de Mena, entre otras. Además, el Cristo del Paso protagonizó el Vía Crucis previo a la Semana Santa malagueña, siendo acompañado por la banda de CCTT del Paso y la Esperanza.
La Virgen de la Esperanza celebró en 2016 sus 375 años, efemérides en las que se la trasladó a su antigua capilla en la parroquia de Santo Domingo, lugar donde han tenido su sede las sagradas efigies durante más de cuatro siglos. La anterior ocasión en la Virgen se adentró en el corazón del barrio del Perchel o los Percheles fue en 1992.

## Imágenes
- Dulce Nombre de Jesús, Nazareno del Paso (El Moreno); Anónimo del año 1641 (desaparecido en 1931).
- Dulce Nombre de Jesús, Nazareno del Paso; obra de Mariano Benlliure (1935)
- María Santísima de la Esperanza Coronada; obra atribuida al círculo de Pedro de Mena (1641).

## Restauraciones
- Nazareno del Paso: restaurado por Estrella Arcos en 2005.
- María Santísima de la Esperanza: Debido a la dilatada historia procesionista de la sagrada efigie, las restauraciones de las que se tienen constancia son las efectuadas a partir del siglo pasado. Si bien, se sabe que en siglos previos, anterior a la primera restauración documentada de la imagen en 1938, se añadió un pelo artificial de estuco a la imagen que tapaba sus orejas talladas y tanto cejas, como labio fueron repintados sobre los originales, de forma tosca y poco natural. Así llega la imagen a las primeras fotografías que conocemos de ella en 1900. Durante la Quema de Conventos y la Guerra Civil, sufre daños en dos ocasiones, tanto en labio superior, como en la punta de la nariz, cuello y el ya citado pelo añadido en siglos posteriores, hecho que motiva su posterior restauración.

En  1938, Adrián Risueño restaura a la santísima efigie y para ello, talla un nuevo cuello debido al mal estado en que se encontraba este tras la contienda belicosa; ejecuta un nuevo juego de manos; repone los postizos (lágrimas y pestañas); repone la parte más terminal del pelo de estuco dañado en el 36; restaura los daños ocasionados durante los asaltos de 1931 y 1936 en el labio superior y punta de la nariz utilizando una mezcla de escayola más estuco (hecho sin duda más que desafortunado) y elimina el repinte de las cejas, volviendo al trazado original de las mismas (aunque no de forma muy lograda). Además, aunque la policromía original del siglo XVII se conservaba, aplicó sobre ella otra de una tonalidad más clara.
En 1969, se le encarga a Álvarez Duarte la tarea de revertir las modificaciones sufridas por las restauraciones de años y siglos anteriores. Para ello, elimina el pelo de fibra de coco añadido en el siglo XVIII y recupera la melena de pelo natural con la que fue concebida. Retiró el cuello añadido por Adrián Risueño y le proporcionó uno anatomizado más acorde a las dolorosas de cuerpo completo que se realizaban en el siglo XVII, sustituyó las manos de Risueño y eliminó el estuco de labio y nariz con el que fueron reparados los daños sufridos en 31 y 36, sustituyéndolo por trozos de madera retallada y ensamblada. Además, se elimina la policromía añadida por Risueño, recuperando la original, rellenando pequeñas lagunas cercanas a la cabellera donde ya había desaparecido. En este sentido, se respetaron pequeñas manchas que presenta la policromía original en el lateral de la frente, consecuencia del imparable paso del tiempo y la oxidación de los pigmentos con la que su policromía fue elaborada en siglos pasados. Cuello, tórax y manos, al ser de su propia autoría, se policromaron utilizando tonalidades similares a la original de la mascarilla. Para finalizar, se cambiaron de posición 2 lágrimas, se colocaron unas pestañas más largas y peinadas hacia arriba y se repintó ligeramente de negro el borde superior del párpado inferior para dar así, una sensación de mirada más abierta y profunda. Así mismo, el trazo de las cejas volvió a repintarse para hacerlo más natural y parecido al original aunque la zona del entrecejo, en lugar de seguir el trazado original del XVII arqueandose hacia arriba como la misma imagen tiene tallada, mantuvieron una posición más horizontal tal y como llegó a las primeras fotos del siglo pasado.
En 2005 es restaurada por Estrella Arcos, quien dota a la imagen de un brillo tan poco natural, que en tan solo 4 años es vuelta a restaurar por Álvarez Duarte, quien elimina el brillo aplicado, regala un nuevo juego de manos y soluciona problemas tanto en las articulaciones de los brazos como de estabilidad y conservación de la estructura y anclajes de la cabeza de la imagen.
Como particularidad, añadir que en la década de los 80, la imagen fue sometida a un estudio radiológico en el que se puso de manifiesto la antigüedad de la talla, así como las técnicas de su hechura: típicas del barroco español del siglo XVII; ovalo metálico que sirve de sostén para las 3 piezas que componen la mascarilla (posterior, media y anterior), capa de yeso impregnada en su superficie con plomo que tapa los poros de la madera de la mascarilla, capa de albayalde molido al agua mezclado con cola y goma laca blanca y sobre esta última capa, asienta la encarnadura o policromía de la imagen (al óleo, usando tonos tostados y rosados). Si bien es cierto que pueden apreciarse algunas manchas en torno a la ceja izquierda, frente y barbilla como consecuencia de la descomposición de determinados pigmentos por el propio paso de los siglos.

## Banda de música
La banda de la Archicofradía surgió en 1992 junto con el aula de formación de nuevos músicos; su primer concierto, el de presentación, lo dio el 13 de marzo de 1993, durante la Cuaresma, en la Basílica de la Esperanza. Aunque en un principio fue creada para acompañar a la Virgen en su salida penitencial en la noche del Jueves Santo por las calles de Málaga, posteriormente comenzó a participar en la estación de penitencia de otras de las hermandades de la Semana Santa tocando para, entre otras, las del Amparo, de la Estrella, de la Paloma, de la Trinidad, de la Soledad (Santo Sepulcro)…También ha participado en numerosas salidas procesionales de las hermandades de glorias, como la Virgen del Carmen de Pedregalejo, Divina Pastora de las Almas de Capuchinos, Sagrado Corazón de Jesús, o Carmen de Huelin y otras. La banda de la Esperanza ha salido también en otros pueblos y ciudades de Andalucía; así, ha acompañado a Pontificia y Real Archicofradía Sacramental de la Santa Vera Cruz, Nuestro Padre Jesús en la Columna y María Santísima de la Esperanza (Priego de Córdoba).
Actualmente, acompaña a María Santísima del Amparo, el Domingo de Ramos; a María Santísima del Mayor Dolor, el Miércoles Santo; a María Santísima de la Esperanza, el Jueves Santo y a Nuestra Señora de la Soledad, el Viernes Santo. 
En 2000, la banda recibió el segundo premio en el III Concurso de Bandas de Música de Andalucía celebrado en el pueblo de Ronda, y el primer premio al año siguiente del mismo concurso.
Con motivo del X Aniversario Fundacional, se realizaron numerosos actos en 2002, como el hermanamiento con la banda Ntra. Sra. de la Esperanza de Triana (hoy día desaparecida), en un concierto en la Basílica de la Esperanza de Málaga. Ese mismo año grabó sus dos primeros discos: un CD en homenaje al compositor Perfecto Artola, cuya extensa obra dedicada en su mayor parte a imágenes malagueñas ha sido punto de partida de muchos compositores contemporáneos; y otro, titulado A ti, Reina de Esperanza, en el que se recogen las marchas más características de su repertorio.
El tercer CD salió en la Cuaresma de 2006, Spes Nostr, con marchas antiguas y nuevas por músicos de la banda; de las 12 piezas grabadas, ocho lo fueron por primera vez. El cuerto disco, Esperanza XX Aniversario, fue lanzado en 2013 para conmemorar sus 20 años de vida y contó con la participación de la cantaora granadina Estrella Morente.
Además, en 2018, la banda salió en la Magna Victoriana (que se celebró por el 150.º aniversario del patronazgo de la Virgen de la Victoria y el 75.º aniversario de su coronación canónica) acompañando  a María Santísima de la Esperanza.

### Directores
- Francisco Vallejo Amaro: enero de 1996-junio de 2005, cuando pasó a encabezar la banda municipal de música de Málaga
- Juan Carlos Díaz Campello: 2005-2008
- Miguel Ángel Fernández Moreno: 2008-2011; es profesor de percusión en el Conservatorio Profesional de Música de Granada.
- Juan Manuel Parra Urbano (Málaga, 1984): mayo de 2011-abril de 2016[7]
- Rubén Vera Escribano: abril de 2016; asistido por un subdirector, Daniel Mañas Cuadra[7]
- Juan Jesús López Sandoval: 2019 - 2023
- Adrián Gaona Román 2023- actualidad

## Marchas dedicadas
Banda de Música:
- Nuestro Padre Jesús del Paso, Perfecto Artola (1941)
- Jesús Nazareno del Paso, Rafael Hernández Moreno (1984)

- Dulce Nombre, Desiderio Artola Tena (1995)
- Nazareno del Paso, Benjamín Esparza (1996)
- Nazareno del Paso, Francisco Miguel Haro Sánchez (1996)
- Señor del Paso, José Antonio Molero Luque (1996)
- Señor del Perchel, Raúl Guirado (s/f)
- Dulce Nombre de Jesús, Carlos Rodríguez García (1997)
- Miserere Nobis, José Ramón Valiño Cabrerizo (1999)
- El Nazareno Bendice, Guillermo Urrestarazu Capellán (2006)
- Señor Nazareno del Paso, Guillermo Urrestarazu Capellán (2007)
- El Dulce Nazareno, Álvaro Ceregido Pérez (2009)
- Los Intendentes al Nazareno, Abel Moreno Gómez (2017)
- Nazareno del Paso, Miguel Pérez Díaz (2020)
- Nazareno (Camino a tu Bendición), José Antonio Molero (2022)

- Esperanza, Isidro Belmonte (1914)
- Saeta, Francisco Soler (1924)
- La Esperanza, Perfecto Artola (1941)
- Verde Romero, Rafael Hernández Moreno (1982)
- Virgen de la Esperanza, Rafael Hernández Moreno (1982)
- Himno de la Coronación de la Esperanza, Perfecto Artola Prats (1988)
- Esperanza Perchelera, Miguel Pérez Díaz (1993)
- Esperanza, Pedro Morales Muñoz (1997)
- Esperanza Coronada, Pedro Morales Muñoz (1998)
- Madre de Dios de la Esperanza, Raúl Guirado Carmona (1999)
- A la Virgen de la Esperanza, Gabriel Robles Ojeda (s/f)
- Sentimiento Perchelero, José Antonio Molero Luque (2001)
- Del Paso y la Esperanza, Francisco Vallejo Amaro (2003)
- Santa María de la Esperanza, Raúl Guirado Carmona (2004)
- La Esperanza de Málaga, Luis Domínguez Domínguez (2004)
- Vida, dulzura y Esperanza Nuestra (s/f)
- Virgen de la Esperanza, Guillermo Urrestarazu Capellán (2006)
- Bajo el Cielo, Juan Manuel Parra Urbano (2010)
- Dulce Nombre de Esperanza, José María García Pulido (2013)
- Esperanza, Reina de Málaga, Narciso Pérez Espinosa (2013)
- Jesús y María, Miguel Ángel Sarrió Nadal (2013)
- La Esperanza, Alfonso López Cortés (2013)
- Pasos de Esperanza, Óscar Mosteiro Mesa (2013)
- Reina Coronada, Juan Manuel Parra Urbano (2013)
- Salve Esperanza, Virgen de la O, Antonio Jesús Gutiérrez Martínez (2013)
- Mar de Esperanza, Juan Jesús López Sandoval (2017)
- Sendero de Esperanza, Alejandro Aparicio (2017)
- Virgen del Perchel, Arturo Díez Boscovich (2018)
- Eres Nuestra Esperanza, José Luis Pérez Zambrana (2018)
- Reina de la Esperanza, Francisco Javier Moreno Ramos (2018)
- Spes Nostra, Tomás Jesús Ocaña González (2018)
- A Tus Plantas, Esperanza, Jesús Joaquín Espinosa de los Monteros (2019)
- Esperanza Malagueña, José Antonio Molero Luque (2019)
- La Esperanza de Málaga, Abel Moreno Gómez (2019)
- ...Y de la Esperanza, Adolfo Gálvez González (2019)
- Vita in Terra, Isidro García (2020)
- Mirada de Esperanza, Pablo Grana y Manuel Quesada (2020)
- El Cielo Verde, José María Muñoz Cabrera (2023)
- Madruga de Esperanza, Manuel Marvizón (2023)
- La Virgen Perchelera, Víctor Manuel Ferrer (2024)
- Reina de los Percheles Coronada, Pablo Ojeda (2024)
- Cielo de mi Esperanza, Paco Lola (2024)
- Perchelera, Cristóbal López Gándara (2024)
- ¡Cae la primavera por su espalda!, David Hurtado (2025)
- Madre Esperanza, finalista del V concurso de marchas procesionales “Perfecto Artola” (2025)
- Peregrinos de Esperanza, Miguel Pérez (2025)
- Esperanza Eterna, Alfonso López (2025)

Cornetas y Tambores:
- La Esperanza, Pascual Zueco Ramos (1950)
- La Virgen de la Esperanza, Alberto Escámez (1952)
- Camino del Calvario, Arturo Cáceres
- La Gitanilla, Alberto Zumaquero Sánchez
- Lágrimas de Esperanza, Pedro Carrasco (2002)
- Divina Señora, Raúl Guirado Carmona (2002)
- Rey de Reyes, Arturo Cáceres (2005)
- Azahar y Romero, Arturo Cáceres (2008)
- Regazo de Esperanza, Alfonso López Cortés (2010)
- Nuestra Esperanza, Daniel Álvarez García (2015)
- Esperanzas, Pedro Manuel Pacheco Palomo (2016)
- Y Nunca Perderte, Esperanza, Nicolás Turienzo (2018)
- Paso y Esperanza, Carlos Puelles Cervantes (2018)
- Suena La Esperanza, Alfonso López Cortés (2022)
- Del Paso y la Esperanza, Alberto Zumaquero (2022)
- Lleva Su Nombre, Javier Cabrero Arias (2022)
- Mi Esperanza, Alfonso López Cortés (2023)
- Caminemos Juntos, Alfonso López Cortés (2024)
- Todos los caminos llevan a la Esperanza, Alfonso López Cortés (2025)

Capilla Musical:
- Dulcis Nomen Iesus, Francisco Javier Flores Matute (2015)

Piezas musicales:
- Plegaria a mi Esperanza, Diego Gómez (1975)
- Pa enamorarte, Cantores de Hispalis (1987) - (Malagueña).
- Pasión, muerte y resurrección, José Antonio Molero (2008)
- Salve, Benjamín Esparza
- Ave María (Esperanza), Alejandro Aparicio Gregorio
- Tiene Málaga, (Paco Coria) - (Sevillana).
- Buscando su perfil - (Sevillana).
- Luna llena sobre el puente - (Sevillana).
- Cuando vuelve la Esperanza, (Eduardo Díaz y Carlos Hidalgo) - (Sevillana)
- Le canto a la Esperanza - (Fandango).

Apariciones en la literatura:
- Las Vestiduras Recamadas, Salvador González Anaya (1932)
- La Orfebrería Religiosa en Málaga, Juan Temboury (1955)
- Esperanza Nuestra, Carlos Ismael Álvarez (1988)
- La Leyenda del Nazareno, Miguel Gutiérrez Jansen (2009)
- Poemario Paso y Esperanza, (2009)
- Siete Lágrimas Rojas, Juan Miguel de los Ríos - 4° Finalista del Premio Planeta - (2016)

## Redes Sociales
A día de hoy, la Cofradía de la Esperanza de Málaga es una de las cuentas en Twitter con mayor número de seguidores en el ámbito cofrade malagueño.
Twitter: @pasoyesperanza
Instagram: @pasoyesperanza
Youtube: /Pasoyesperanza

## Recorrido oficial
| Predecesor: Misericordia | Orden de entrada en el Recorrido Oficial (Jueves Santo) 8.º lugar | Sucesor: El Calvario (Viernes Santo) |